# Magnolia (Delaware)
Magnolia település az USA Delaware államában, Kent megyében. Lakosainak száma 277 fő (2020. április 1.).

## Népesség
A település népességének változása:

| 2010 | 225 |
| 2020 | 277 |